# Turkish-Airlines-Flug 5904
Auf dem Turkish-Airlines-Flug 5904 stürzte am 7. April 1999 eine Boeing 737-400 bei Ceyhan in der Provinz Adana bei schlechten Wetterverhältnissen acht Minuten nach dem Start vom Flughafen Adana ab. Die Maschine der Turkish Airlines sollte ohne Passagiere zum Flughafen Dschidda überführt werden. Alle sechs Besatzungsmitglieder kamen ums Leben.

## Flugzeug
Die Boeing 737-4Q8 (Kennzeichen: TC-JEP, c/n: 25378, s/n: 2732) war am 21. Juni 1995 an Turkish Airlines ausgeliefert worden. Die mit zwei Triebwerken des Typs CFMI CFM56-3C1 ausgerüstete Maschine hatte ihren Erstflug am 8. Juni 1995 absolviert.

## Flugverlauf
Die Maschine war um 23:57 Uhr Ortszeit mit 150 türkischen Haddsch-Pilgern aus Dschidda kommend in Adana gelandet. Mit einer neuen aus 
zwei Piloten und vier Flugbegleitern bestehenden Besatzung hob das Flugzeug um 00:36 Uhr Ortszeit vom Flughafen Adana zu einem zweiten Sonderflug ohne Passagiere nach Dschidda ab, um dort weitere türkische Pilger abzuholen. Vor Abflug hatte die Piloten die Checklisten nur oberflächlich abgearbeitet und dabei wahrscheinlich vergessen, die Beheizung der Pitotrohre in Betrieb zunehmen.
Von einem Fluglotsen der zwölf Kilometer östlich von Adana gelegenen Incirlik Air Base wurde die Besatzung auf schwere Gewitter hingewiesen. Nach Einflug in das Gewitter stürzte das Flugzeug um 00:44 Uhr Ortszeit, nur acht Minuten nach dem Start, ab.

## Unfallursache
Die Piloten, die den Hinflug von Dschidda nach Adana durchgeführt hatte, berichteten von keinen Problemen. Der Unfallablauf deutet darauf hin, dass mindestens ein Pitotrohr im Steigflug vereiste und das Pitot-Statik-System somit eine falsche Geschwindigkeit übermittelte. Die fehlerhafte Angabe wurde von den Piloten vermutlich nicht erkannt, wodurch die tatsächliche Geschwindigkeit im Steigflug wahrscheinlich so weit abnahm, dass ein Strömungsabriss einsetzte.
Die Ermittlungen, die von der türkischen Luftfahrtbehörde durchgeführt wurden, lassen sich wie folgt zusammenfassen:
1. die extremen Wetterbedingungen haben wahrscheinlich zum Absturz beigetragen,
2. die Heizung des Pitot-Statik-Systems wurde während der Vorbereitungen nicht aktiviert, weil die Checkliste nur unvollständig abgearbeitet worden war,
3. die Piloten haben den Grund für abweichende Geschwindigkeitsanzeige nicht erkannt,
4. die Piloten haben keine anderen Fluginstrumente benutzt, um die fehlerhafte Anzeige zu überprüfen oder das Flugzeug wieder unter Kontrolle zu bringen,
5. die Anwesenheit der vier Flugbegleiter im Cockpit hat die Piloten möglicherweise abgelenkt.[3]